# Maggi
Maggi er et mærke for  krydring, instantsuppe og nudler, som siden 1947 har været en del af Nestlé og som har oprindelse i Schweiz.
I 1869 overtog Julius Maggi (1846–1912) sin faders mølleforretning i Kemptthal, Schweiz.